# 84° westerlengte
84° westerlengte (ten opzichte van de nulmeridiaan) is een meridiaan of lengtegraad, onderdeel van een geografische positieaanduiding in bolcoördinaten. De lijn loopt vanaf de Noordpool naar de Noordelijke IJszee, Noord-Amerika, de Golf van Mexico, de Caraïbische Zee, Midden-Amerika, de Grote Oceaan, de Zuidelijke Oceaan en Antarctica en zo naar de Zuidpool.
De meridiaan op 84° westerlengte vormt een grootcirkel met de meridiaan op 96° oosterlengte. De meridiaanlijn beginnend bij de Noordpool en eindigend bij de Zuidpool gaat door de volgende landen, gebieden of zeeën. 
| Land, gebied of zee   | Nauwkeurigere gegevens                                                                         |
| --------------------- | ---------------------------------------------------------------------------------------------- |
| Noordelijke IJszee    |                                                                                                |
| Canada                | Nunavut - Ellesmere Island, Landslip Island, Devoneiland                                       |
| Parrykanaal           |                                                                                                |
| Canada                | Nunavut - Baffineiland                                                                         |
| Fury and Hecla Strait |                                                                                                |
| Canada                | Nunavut Melville-schiereiland, Vansittart Island en Southamptoneiland                          |
| Hudsonbaai            |                                                                                                |
| Canada                | Ontario                                                                                        |
| Verenigde Staten      | Michigan                                                                                       |
| Huronmeer             |                                                                                                |
| Verenigde Staten      | Michigan, Ohio, Kentucky, Tennessee, North Carolina, Georgia, Florida                          |
| Golf van Mexico       |                                                                                                |
| Cuba                  | Pinar del Río                                                                                  |
| Caraïbische Zee       |                                                                                                |
| Honduras              | Gracias a Dios                                                                                 |
| Nicaragua             | Región Autónoma de la Costa Caribe Norte, Región Autónoma de la Costa Caribe Sur, Río San Juan |
| Costa Rica            | Heredia, San José (meridiaan doorkruist de hoofdstad San José), Puntarenas                     |
| Grote Oceaan          |                                                                                                |
| Zuidelijke Oceaan     |                                                                                                |
| Antarctica            | Antártica, onderdeel van de provincie Antártica Chilena geclaimd door Chili                    |